# Henri Challan
Henri Challan (* 12. Dezember 1910 in Asnières-sur-Seine; † 17. Februar 1977 in Paris) war ein französischer Komponist.
Challan war am Conservatoire in Paris Schüler von Jean Gallon und Henri Busser. 1936 gewann er den Prix de Rome. Er unterrichtete als Professor für Harmonielehre am Conservatoire. Zu seinen Schülern zählten Michel Legrand, Antoine Hervé, Henri Loche, Pierre Pincemaille, Henri-Claude Fantapié, Anne-Marie Barat, Alain Louvier und Édith Lejet.
Challan komponierte eine Sinfonie (1942), ein Violinkonzert und weitere Orchesterwerke, eine Sonate für Violine und Klavier, eine Suite für Fagott und Klavier, ein Streichquartett, ein Quintett für Streicher und Fagott und zahlreiche didaktische Werke.
Sein Zwillingsbruder René Challan war ebenfalls Komponist.
| Personendaten    | Personendaten           |
| ---------------- | ----------------------- |
| NAME             | Challan, Henri          |
| KURZBESCHREIBUNG | französischer Komponist |
| GEBURTSDATUM     | 12. Dezember 1910       |
| GEBURTSORT       | Asnières-sur-Seine      |
| STERBEDATUM      | 17. Februar 1977        |
| STERBEORT        | Paris                   |